# Кульшарипово (Лесно-Калейкинское сельское поселение)
 Кульшарипово  — железнодорожная станция в Альметьевском районе Татарстана. Входит в состав Лесно-Калейкинского сельского поселения.

## География
Находится в юго-восточной части Татарстана на расстоянии приблизительно 12 км по прямой на северо-запад от районного центра города Альметьевск на железнодорожной линии Агрыз-Акбаш.

## История
Основана в 1954 году.

## Население
Постоянных жителей было: в 1958 — 93, в 1970 — 96, в 1979 — 80, в 1989 — 47, в 2002 − 30 (татары 97 %), 18 в 2010.